# اندیس تراورتن یونقون آغاج
تراورتن یونقون آغاج یک اندیس مصالح ساختمانی است که در حوالی شهر صائین قلعه استان آذربایجان غربی قرار دارد و مادهٔ معدنی موجود در آن، تراورتن است.  